# Baldassare Bonifacio
Baldassarre Bonifacio, né le 5 janvier 1585 à Crema et mort le 17 novembre 1659 à Capodistrie, est un homme d'Église, érudit, archiviste et écrivain italien, évêque de Koper.

## Biographie
Neveu de l'historien Giovanni Bonifacio, et comme lui originaire de Rovigo, Baldassarre Bonifacio était fils d'un jurisconsulte de même nom. Il naquit à Crema, dans la république de Venise, le 5 janvier 1585. Il étudie d'abord la littérature sous la direction de Antonio Riccoboni. À l'âge de 13 ans, il fut envoyé à Padoue pour y faire ses études, et il y fut reçu docteur en droit à l'âge de 18 ans. Il en avait environ 20 quand il fut nommé professeur de droit romain dans le collège de Rovigo.
Il accompagna ensuite en Allemagne le nonce Girolamo Porcia, en qualité de son secrétaire, et on le chargea lui-même d’affaires importantes. Il revint par Rome, et se rendit à Venise, où il posséda successivement différentes dignités, entre autres l'archiprêtré de Rovigo.
Le 3 octobre 1619, il fut nommé professeur en humanités grecques et latines à Padoue : mais il refusa ce poste, aimant mieux étudier pour lui-même que de travailler à l'instruction des autres. Cependant, ayant été appelé l'année suivante 1620 à Venise, pour y former une Académie destinée à élever la jeune Noblesse, il se laissa persuader d'y expliquer les Institutes du droit civil.
Le pape Urbain VIII lui donna l'archidiaconé de Trévise, que Bonifacio remplit avec le grand vicariat de ce diocèse, sous quatre évêques : Francesco et Vincenzo Giustiniani ; Silvestro et Marco Morosini. Les fonctions qui y étaient attachées, ne l'empêchèrent pas de contribuer à l'érection d'une nouvelle Académie pour la Noblesse Vénitienne, qui se fit à Padoue, par un Décret du Sénat de Venise, de l'an 1636. Cette Académie fut ouverte l'année suivante, et Boniface en fut le premier Directeur ; emploi qu'il ne conserva que peu de temps, et dans lequel il eut pour successeur Francesco Bernardino Ferrari, de Milan. Son zèle pour les Lettres lui fit former à Trévise une Académie semblable à celles qui se trouvent dans presque toutes les Villes d'Italie, et ceux qui y furent agrégez prirent le nom de Solliciti.
En 1653, le 24 novembre, il fut nommé à l'évêché de Koper, qu'il remplit pendant six ans. Il mourut en 1659 âgé de 75 ans.

## Œuvres

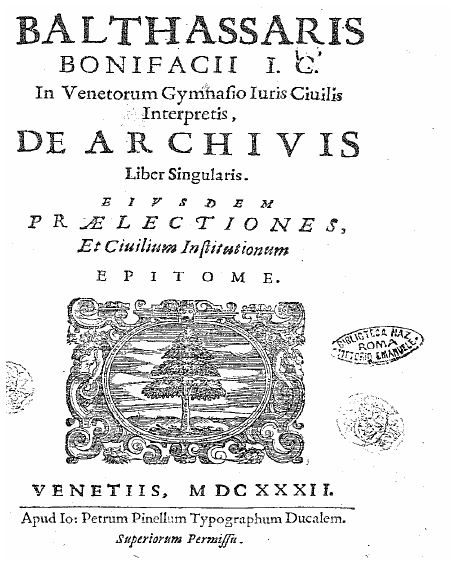
Frontespizio del De Archivis di Baldassarre Bonifacio, 1632

Baldassarre Bonifacio publia un grand nombre d’autres ouvrages ; dont figurent ci-dessous les principaux :
- Castore e Polluce, rime di Baldassarre Bonifacio e di Gio. Maria Vanti, con le dichiarazioni di Gasparo Bonifacio, Venise, Francesco Prati, 1618 (lire en ligne). Vanti était l’intime ami de Bonifacio, dont les poésies italiennes parurent ainsi avec celles de son ami, et les notes ou explications de son frère.
- Stichidion libri XVIII, Venetiis, apud Pratum, 1619, in-16°.
- Musarum pars I, Venise, apud Ioannem Iacobum Hertium, 1646 (lire en ligne). C'est un second recueil de vers latins, divisé en dix livres.
- Discorso dell’immortalità dell’anima, Venise, Antonio Pinelli, 1621 (lire en ligne). Ce discours était adressé à une jeune juive, nommée Sara Copia, mariée à Venise, avec un juif riche, appelé Sullam. Elle était remplie d’esprit et de goût pour les lettres; mais on la soupçonnait de n’avoir pas des opinions très saines sur l’immortalité de l’âme. Bonifacio entreprit de les redresser dans ce discours ; Sarra s’en offensa, et y répondit, ou y fit répondre par un manifeste imprimé sous son nom ; Bonifacio ne manqua pas de répliquer à ce manifeste ; mais Sarra eut à cette secondé attaque la sagesse qu’elle aurait dû avoir dès la première ; elle se tut, et les choses en restèrent là.
- Amata, tragedia, Venise, Antonio Pinelli, 1622 (lire en ligne). Crescimbeni met cette tragédie au nombre des meilleures de ce temps-là ; elle fut cependant critiquée et l'auteur en prit la défense dans des lettres intitulées : Lettere poetiche, Venise, 1622, in-quarto.
- Elogia Contarena, Venise, 1623, in-4°. Ce sont les éloges de trente illustres personnages de la famille Contarini ; ils précèdent les commentaires de François Contarini, De rebus et bello inter Etruscos et Senenses gesto, dont Bonifacio fut éditeur.
- De quadraginta Romanæ historiæ scriptoribus excerpta. Adiectum est Caroli Sigonii de eisdem scriptoribus iudicium ut et ordo Romanæ historiæ legendæ Adriani Politi, Venise, Antonio Pinelli, 1627 (lire en ligne) ; réimpr. à Helmstadt, J. E. Busmann, 1666 et 1674. Repris dans G. Roberti, Miscellanea italica erudita, III, Parme 1691. « Boniface a fit imprimer son ouvrage avec celui de Sigonius à cause du rapport et de la conformité du sujet. Car il n'a point passé le temps de Charlemagne non plus que Sigonius dans ses Extraits des Écrivains de l'Histoire Romaine. Les Critiques font passer Boniface pour un simple copiste ; il est pourtant loué comme un fort habile homme par les savants de son temp ; c'est dommage qu'il ait eu si peu de reconnaissance pour les Auteurs qui avoient traité cette matière avant lui comme Bodin et les autres, et qu'ayant fait de leurs Écrits cette compilation, qui porte son nom, il ne leur ait pas même fait l'honneur de les nommer le plus souvent. Le P. Labbe met Vossius au rang de ceux dont Boniface a profité, ce qui est assez difficile, à moins qu'il n'ait eu quelque copie manuscrite de son Ouvrage des Historiens Latins par le moyen du Sieur Dominique Molin illustre Vénitien et bon ami de Vossius. Car l'Ouvrage de Boniface parut dès l'année qu'on vit au jour la première édition des Historiens Latins de Vossius. [l'an 1627. in-4°. à Venise.] »[1].
- Historia ludicra, opus ex omni disciplinarum genere selectum et jucunda eruditione refertum, Venise, 1652, in-4° ; Bruxelles, 1656 : cette seconde édition est augmentée d'une vie de l'auteur, qui n'est qu'une traduction de ce qui est dit de lui dans les Glorie degli Incogniti, et d'une table des matières, très utile pour un livre de cette espèce, qui est un mélange de recherches et de traits d'érudition, divise en livres et en chapitres, mais confusément et sans ordre.
- De Archivis liber singularis. Ejusdem Praelectiones et Civilium Institutionum Epitome, Venise, Antonio Pinelli, 1632 (lire en ligne). It. dans le Syntagma scriptorum variorum de Bibliothecis atque Archivis, Helmstadii 1666, et 1702, in-4°, donné par les soins de Joachim-Jean Maderus.
- Conjecturæ in Martialem. Ejusdem Polynesi origines, Venise, Antonio Pinelli, 1635 (lire en ligne).